# 天国へようこそ
「天国へようこそ」（てんごくへようこそ 英題：Where's Heaven）は、日本のバンド・東京事変による楽曲。配信限定シングルとして2010年7月28日にリリースされた。

## 概要
この楽曲はテレビ朝日系列金曜ナイトドラマ『熱海の捜査官』の主題歌として、監督の三木聡やテレビ朝日プロデューサーの横地郁英ら制作スタッフからの要望を受けた椎名が書き下ろしたものである。東京事変名義での連続ドラマのタイアップはフジテレビ系ドラマ『木曜劇場・大奥〜華の乱〜』以来、自身2度目。
三木監督も交えた打ち合わせにも参加した椎名は「今のヒットチャート的な曲ではなく、ジャズのスタンダードナンバーのような、永遠に歌い続けてもらえるような曲を」（テレビ朝日プロデューサー・横地郁英）、「J-POPである必要はまったくない。音楽と作品が沿えばいい」（ドラマの音楽監督・坂口修）というオファーに対し、台本だけを読んで曲を書き上げた。視聴者の間で議論されるほど何層にも組み立てられた複雑な構造の難解な作品を最初に台本を読んだ段階で正確に読み取った椎名を、監督の三木は「本質にたどり着くスピードが速い。視聴者は最終話まで見て、いろんな人の意見をブログなんかで読んで、今ようやく『天国へようこそ』の歌詞に『熱海の捜査官』のすべてが集約されていることに気付いてるんですよ」と絶賛している。
2010年7月21日より着うたフルなどのモバイル限定で先行配信された後、7月28日から「ドーパミント!」と共にiTunes Storeなどの音楽配信サイトで配信が開始された。

## 各バージョン
全バージョンとも作詞・作曲を椎名林檎、編曲を東京事変が担当。
「天国へようこそ For The Tube」
『熱海の捜査官』の主題歌として使用され、配信シングルとしてリリースされたオリジナル・バージョン。歌詞は英詞。「For The Tube」のサブタイトルが加えられ、5作目のアルバム『大発見』にボーナス・トラックとして収録された。
「天国へようこそ For The Disc」
上記『大発見』に収録されたアルバム・バージョン。歌詞は日本語詞に変えられている。なお同年9月より行われたコンサート・ツアー「東京事変 Live Tour 2011 Disvovery」では、このバージョンが披露された。
「天国へようこそ Tokyo Bay Ver.」
『熱海の捜査官』最終話の劇中で、ラジオから流れてくる楽曲として使用されたサンバ・バージョン。監督の三木から急遽追加制作を依頼されたものだが、のちに椎名は最初に台本を読んだ段階で“ラジオからサンバのメロディが流れてくる”というト書きを見つけ、サンバ・バージョンも作れるような旋律を想定して『天国へようこそ』を作っていたことを告白して監督を驚かせている。
このバージョンは2011年9月21日より配信されており、同日に発売されたミュージック・ビデオ集『CS Channel』のエンドロールに「天国へようこそ Tokyo Bay Ver. CS Edit」として編集されたものが収録されているほか、2013年2月27日に初回完全限定生産で発売されたCD-BOX『Hard Disk』の特典ディスクにも収録された。

### 演奏
- 東京事変（For The Tube, For The Disc）
- 東京サンバパラダイスバンド（Tokyo Bay Ver.）
  - flute：高桑英世
  - vibraphone：高田みどり
  - key：伊澤一葉
  - bass：亀田誠治
  - vox：椎名林檎、浮雲、伊澤一葉
  - agogô, tamborim, shaker, timbales, surdo：刄田綴色